# Claus Stolpe

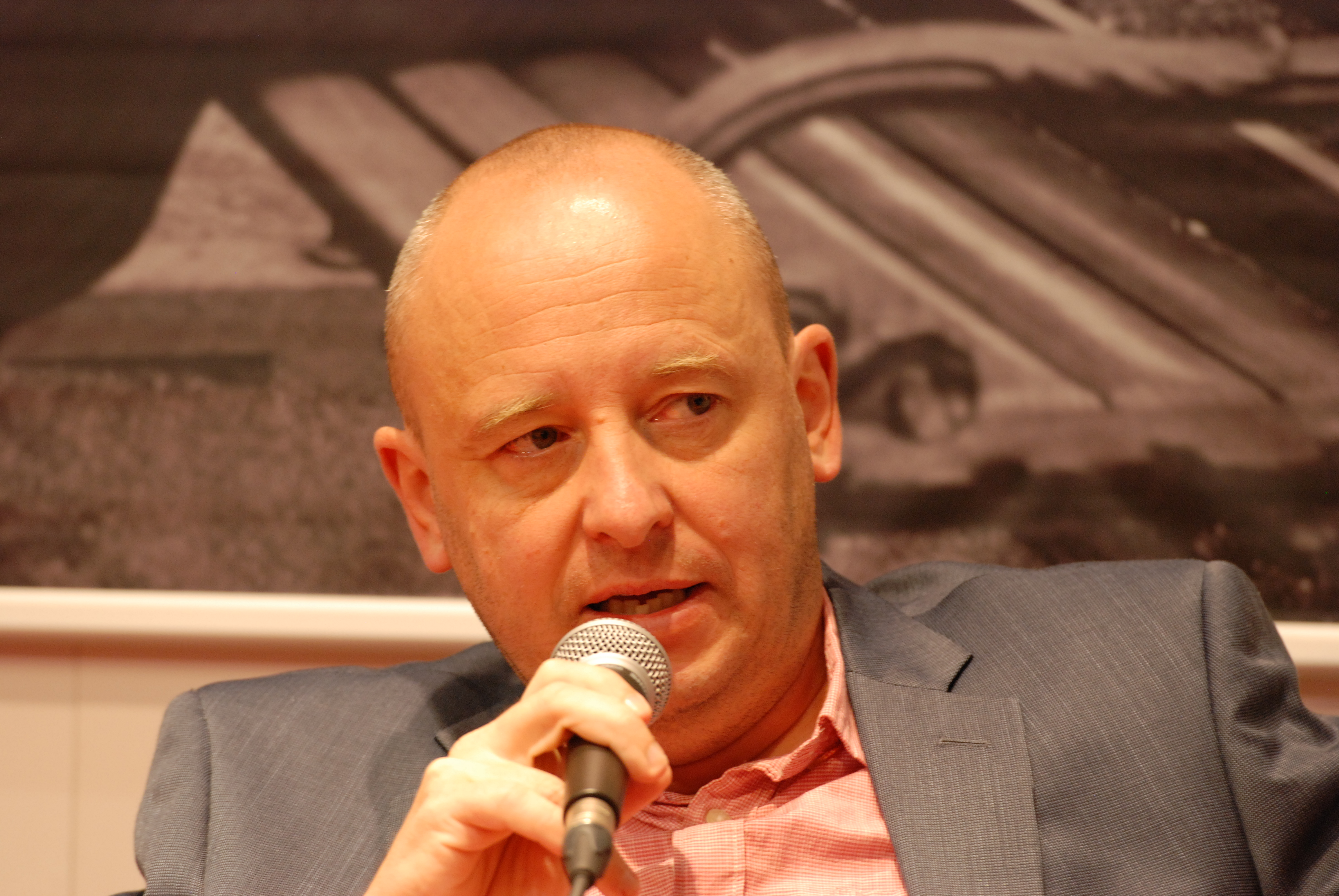
Claus Stolpe på Bokmässan i Göteborg 2013.

Claus Stolpe, född 25 april 1964, är en finlandssvensk statsvetare som är universitetslektor vid Åbo Akademi i Vasa. Hans forskningsområden omfattar bland annat val och USA:s presidenter. Han har skrivit flera böcker om amerikanska presidenter i allmänhet och en bok om Donald Trump i synnerhet.
Hösten 2022 utkom han med "Ett splittrat USA. Ukraina, polarisering och två ödesval" (Scriptum). Vidare så gör han podden "Mr. President" tillsammans med Henrik Thorsson. Här är det skrönor och anekdoter kring USA:s presidenter som står i fokus.
I kölvattnet av den serien blev Stolpe år 2024 aktuell med boken "Herr President. Sant och halvsant om USA:s ledare". Här blandas lättsamma fakta med tyngre sådant. Såväl podden som boken har som mål att på ett underhållande delge en stor portion allmänbildning om USA:s presidenter till den kunskapstörstande allmänheten.
Tillsammans med Henrik Thorson gör han också podcastserien "OmValet24", där de båda under en halvtimmes tid varje tisdag diskuterar vad som är aktuellt kring amerikansk politik. Vissa avsnitt är dock av mer tidlös karaktär och kan beröra exempelvis de jämnaste - alternativt mest ojämna - presidentvalen i USA:s historia. Serien startade då det återstod ett år till valet och beräknades pågå till slutet av år 2024.
Stolpe blev 1997 politices doktor i statskunskap vid Åbo Akademi med avhandlingen Metoder vid presidentval. En utvärdering. Sex år tidigare hade han blivit licentiat i offentlig förvaltning vid Åbo Akademi på temat "Professionalism bland förtroendevalda". År 2011 blev han filosofie doktor i allmän historia vid Åbo Akademi med avhandlingen Bland åsnor och elefanter. En utvärdering av USA:s presidenter.
Stolpe omarbetade senare sin doktorsavhandling i historia från 2011 till ett populärvetenskapligt verk om USA:s presidenter. Resultatet blev Den amerikanska drömmen. USA:s presidenter 1789-2013 som gavs ut 2013. I boken har Stolpe även inkluderat allehanda anekdoter och beskrivningar av tekniska framsteg och andra personer än presidenterna som bidragit till USA:s utveckling.
Mot slutet av år 2017 utgavs boken Det stora kriget 1914-1918. Boken tangerar såväl Finlands 100-årsjubileum år 2017 som att det gått ett sekel sedan det första världskriget tog slut. Inledningen av boken tar fasta på just Finlands frigörelse.
Stolpe gav i decembers 2020 ut boken Trump och hans värld. Där har arbetsgången gått ut på att det sista kapitlet skrivs klart direkt efter 2020 års presidentval. Utöver en allmän beskrivning av fenomenet Trump sätts USA:s 45:e president in i ett historiskt perspektiv utgående från den modell som Stolpe har använt sig av tidigare. 
Stolpe undervisar i två ämnen på universitetsnivå. Närmare bestämt statskunskap (till exempel "Val och valmetoder" och "Politikens amerikanisering") och politisk historia (till exempel "Kalla kriget" och "USA:s presidenthistoria"). Tidigare undervisade han under många år även i ämnet offentlig förvaltning, men har valt att fokusera på de båda andra ämnena.
Stolpe har verkat som kolumnist för Vasabladet respektive Hufvudstadsbladet. Han är också flitigt anlitad av andra massmedia främst då som kommentator i TV och radio, närmast då i anslutning till politiska val i Finland eller USA samt i någon mån även andra länder.